# Melicytus chathamicus
Melicytus chathamicus là một loài thực vật có hoa trong họ Hoa tím. Loài này được (F. Muell.) Garn.-Jones mô tả khoa học đầu tiên năm 1987.